# مانفريد مايرهوفر
كان مانفريد مايرهوفر (بالألمانية: Manfred Mayrhofer) (26 سبتمبر 1926 - 31 أكتوبر 2011) أستاذا لغويا نمساويًا متخصصًا في اللغات الهندوأوروبية. عمل مايرهوفر كأستاذ فخري بجامعة فيينا. وهو معروف بقاموسه الاشتقاقي للغة السنسكريتية.
ولد مايرهوفر في لينتس ودرس علم اللغة والفلسفة الهندوأوروبية والسامية في جامعة غراتس، حيث حصل على شهادة الدكتوراة. في عام 1949. عمل كأستاذ في جامعة فورتسبورغ بين عامي 1953 و1963 وكأستاذ في جامعة سارلاند بين عامي 1963 و1966. في عام 1966 عاد إلى النمسا وعمل أستاذا في جامعة فيينا حتى تقاعده عام 1990. وتوفي في فيينا في عام 2011 عن عمر يناهز 85 عاما.

## كتابات
- 1953 - «قواعد اللغة السنسكريتية» (بالألمانية: Sanskrit-Grammatik).

الترجمة الإنجليزية: «A Sanskrit Grammar» (2003), ISBN 0-8173-1285-4 .
- 1956-80 - «القاموس الاشتقاقي المختصر للغة الهندية القديمة» (بالألمانية: Kurzgefasstes etymologisches Wörterbuch des Altindischen). 4 مجلدات. هايدلبرغ: كارل وينتر. ISBN 0-8288-5722-9 .
  - 1956 - المجلد. 1: أ- ث
  - 1963 - المجلد 2: د – م
  - 1976 - المجلد 3: ص - ح
  - 1980 - المجلد 4: الفهرس
- 1966 - «الهندوآريون في الشرق الأدنى القديم» (بالألمانية: Die Indo-Arier im alten Vorderasien). فيسبادن: أو. هاراسوفيتز، 1966.
- 1974 - «الآريون في الشرق الأدنى، اسطورة؟ مع ملحق بيبلوغرافي» (بالألمانية: Die Arier im Vorderen Orient, ein Mythos? Mit einem bibliographischen Supplement). فيينا: دار النشر النمساوية. أكاديمية العلوم، 1974.
- 1977 - «أسماء أفستان» (بالألمانية: Die avestischen Namen)، إي بي ان بي I/1 (فيينا).

1978 - «قواعد اللغة السنسكريتية مع تفسيرات اللغة المقارنة» (بالألمانية: Sanskrit-Grammatik mit sprachvergleichenden Erläuterungen) (1978)، ISBN 3-11-007177-0 .
- 1979 - «الأسماء الإيرانية القديمة» (بالألمانية: Die altiranischen Namen) (فيينا)، ISBN 3-7001-0300-X.
- 1979/1996 - «تحديد الخدود الصغيرة» (بالألمانية: Ausgewählte kleine Schriften)، ISBN 3-88226-038-6.
- 1981 - «بعد مائة عام. العمل المبكر لفرديناند دي سوسور واستقباله من قبل الدراسات ااهندية الأوروبية اليوم» (بالألمانية: Nach hundert Jahren. Ferdinand de Saussures Frühwerk und seine Rezeption durch die heutige Indogermanistik). هايدلبرغ: كارل وينتر.
- 1982 - «السنسكريتية ولغات أوروبا القديمة» (بالألمانية: Sanskrit und die Sprachen Alteuropas) (غوتنغن).
- 1982 - «ماهي المواد المتبقية من اللغة الهندوآرية لميتاني بهدف العرض الانتقائي» (بالألمانية: “Welches Material aus dem Indo-arischen von Mitanni verbleibt für eine selektive Darstellung?”)، في مجلة «التحقيقات في الفلسفة والمقارنة: في ذكرى هاينتز كروناصر» (بالألمانية: Investigationes philologicae et comparativae: Gedenkschrift für Heinz Kronasser) حرر بواسطة إي. نيو. فيسبادن: أو. هاراسوفيتز، 1982، الصفحات 72-90.
- 1986 - «قواعد اللغات الهندوأوروبية (بالألمانية: Indogermanische Grammatik) ، المجلد. 1: علم الصوتيات. هايدلبرغ: كارل وينتر. (مع جيزي كوريويفتز وكالفرت واتكينز)، ISBN 3-533-03487-9.
- 1992-2001 - «قاموس أصلي للغات الهندوأوروبية» (بالألمانية: Etymologisches Wörterbuch des Altindoarischen) . 3 مجلدات. هايدلبرغ: كارل وينتر. ISBN 3-533-03826-2.
  - 1992 - المجلد 1
  - 1998 - المجلد. 2
  - 2001 - المجلد 3
- 2004 - «المشاكل الرئيسية لعلم الصوتيات الهندوأوروبية منذ بيختل» (بالألمانية: Die Hauptprobleme der indogermanischen Lautlehre seit Bechtel) (فيينا)، ISBN 3-7001-3250-6.
- 2005 - «استمرار الحنجرة الهندوأوروبية في اللغات الهندوأوروبية» (بالألمانية: Die Fortsetzung der indogermanischen Laryngale im Indo-Iranischen) (فيينا)، ISBN 3-7001-3476-2.
- 2006 - «أشياء عن السكوثيين ولغتهم وحياتهم في الآخرة» (بالألمانية: Einiges zu den Skythen ، ihrer Sprache ، ihrem Nachleben) (فيينا)، ISBN 3-7001-3731-1.

2009 - «الدراسات الهندوأوروبية: حول التمثيلات والمقدمات من البداية حتى الوقت الحاضر» (بالألمانية: Indogermanistik: Über Darstellungen und Einführungen von den Anfängen bis zur Gegenwart) (فيينا)، ISBN 3-7001-6603-6.

## الأوسمة والجوائز
- 1982: جائزة الثقافة لمقاطعة النمسا العليا
- 1986: الوسام النمساوي للعلوم والفنون[8]
- 1988: جائزة فيلهلم هارتل
- 2004: جائزة الكاردينال انيتزر